# Джоуль-секунда
Джо́уль-секу́нда (позначення Дж·с або англ. joule-second, J·s) — одиниця вимірювання дії або моменту імпульсу, похідна одиниця SI. Є добутком похідної одиниці SI, джоуля (Дж) і основної одиниці SI, секунди (с).. Джоуль-секунда також зустрічається у квантовій механіці в рамках визначення сталої Планка. 
Момент імпульсу — це добуток моменту інерції об'єкта (кг·м2) та його кутової швидкості, вираженої в одиницях рад⋅с−1. Цей добуток моменту інерції та кутової швидкості дає кг·м2⋅с−1 або джоуль-секунда. Константа Планка представляє енергію хвилі в джоулях, поділену на частоту цієї хвилі, в одиницях с−1. Це відношення енергії до частоти також дає джоуль-секунду (Дж⋅с).
У базових одиницях SI джоуль-секунда виражається кілограм-метром в квадраті на секунду (кг·м2·с−1). Джоуль-секунда має розмірність M L2 T−1.